# Косолапов, Эдуард Викторович
Эдуа́рд Ви́кторович Косола́пов (27 марта 1976, Рузаевка, Мордовская АССР — 18 апреля 2014, Рузаевка, Республика Мордовия) — российский футболист, нападающий.

## Карьера
Играть в футбол начинал в Рузаевке и Саранске. С 1994 по 1996 год выступал за «Светотехнику». В 1997 был приглашён в московское «Динамо». В чемпионате России дебютировал 9 июля в гостевом матче против клуба «КАМАЗ-Чаллы» (3:1), выйдя на замену Андрею Кобелеву на 88-й минуте. В июле сыграл три матча в Кубке Интертото, забив один гол в ворота «Стабека». Единственный гол в чемпионате забил 16 августа в ворота «Локомотива». Всего провёл за «Динамо» 15 матчей, в которых забил 3 мяча. В период с 1999 по 2002 год выступал за команды низших дивизионов и КФК: «Жемчужина-2», краснодарское «Динамо», «Серпухов», «Томь», «Кузбасс-Динамо» и «Локомотив-НН». В 2003—2005 годах играл за брянское «Динамо», а в 2006—2008 годах за «Мордовию». Последними командами Косолапова были любительские «Мордовия-2» и «Химмаш» из Рузаевки.
18 апреля 2014 года покончил жизнь самоубийством, выстрелив себе в голову.